# Amorimius martinorum
Amorimius martinorum är en tvåvingeart som först beskrevs av Artigas och Nelson Papavero 1988.  Amorimius martinorum ingår i släktet Amorimius och familjen rovflugor. Inga underarter finns listade i Catalogue of Life.